# Air Madagascar
Air Madagascar is een luchtvaartmaatschappij die in Antananarivo, Madagaskar is gestationeerd.
Het is de nationale luchtvaartmaatschappij die vliegt naar Europa, Azië en naburige eilanden van de Afrikaanse en de Indische Oceaan. De maatschappij heeft ook een uitgebreid binnenlands netwerk. De thuisbasis is Luchthaven Ivato.

## Geschiedenis
De luchtvaartmaatschappij werd opgericht op 1 januari 1962 en werd operationeel op 14 oktober 1962. Het bedrijf werd opgericht onder de naam Madair door de overheid van de toenmalige Republiek van Madagaskar, en Air France en veranderde de naam in Air Madagascar in 1963. Gedurende de jaren 80 en de jaren 90 bezat Air Madagascar onder andere een Boeing 747. Na ernstige problemen tijdens de periode van 2000 tot van 2002 werd de luchtvaartmaatschappij geherstructureerd met hulp van Lufthansa. In 2004 onthulde de luchtvaartmaatschappij een nieuw kleurenschema. De luchtvaartmaatschappij is gedeeld eigendom van de overheid van Madagaskar (90,6%), Société Nationale de Participation SONAPAR (4,85%), Air France (3,17%), Assurances Ny Havana (0,62%), en werknemers (0,77%).
Er zijn 1380 personeelsleden (maart 2007).

## Diensten
Air Madagascar vliegt op de volgende bestemmingen (per juni 2007)
- Binnenlandse bestemmingen: Ambatomainty, Ankavandra, Antalaha, Antananarivo, Antsalova, Antsiranana, Antsohihy, Belo, Besalampy, Farafangana, Fianarantsoa, Fort Dauphin at Tolagnaro, Maintirano, Majunga, Manakara, Mananjary, Mandritsara, Manja, Maroantsetra, Morafenobe, Morombe, Morondava, Nosy Be, Sambava, Soalala, Ste Marie, Toamasina, Tambohorano, Tsaratanana, Tsiroanomandidy, en Tulear.
- Internationale bestemmingen: Bangkok, Dzaoudzi, Johannesburg, Marseille, Mauritius, Milaan-Malpensa, Moroni, Nairobi, Parijs-Charles de Gaulle, Saint-Denis en Saint-Pierre.

## Vloot

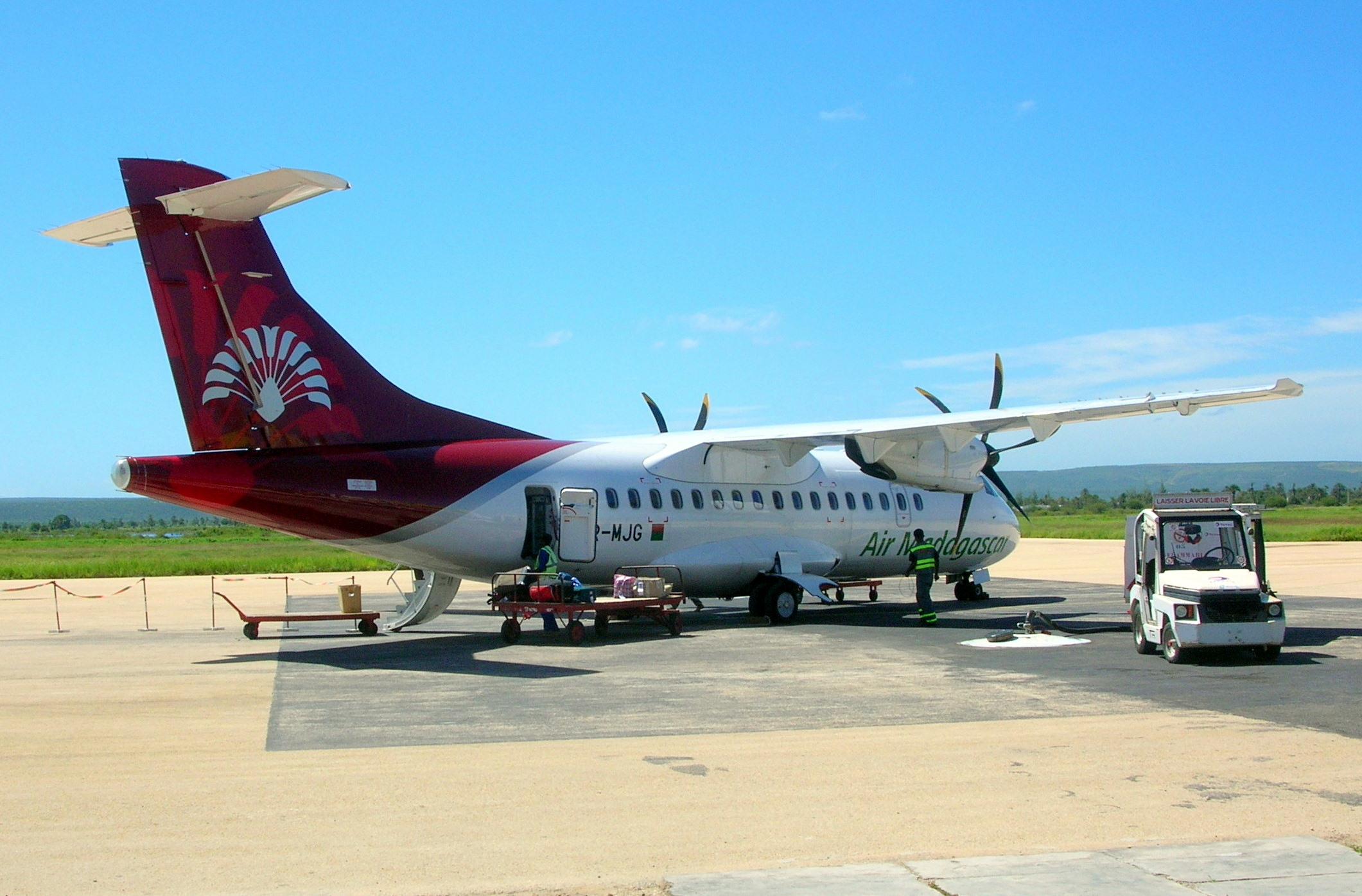
ATR 42-500 op Toliara Airport

De vloot bestaat uit de volgende vliegtuigen (op 10 juli 2012)
In 2010 kwam de maatschappij op de Europese zwarte lijst en moest het dringend haar verouderde Boeing 767 toestellen uit dienst nemen voor vluchten naar Europa. Ondertussen worden hiervoor twee Airbus A340-300 toestellen, gehuurd bij Air France, ingezet.